# Návštěva Ho Či Mina v Československu v roce 1957
Ho Či Min, prezident Vietnamu, navštívil Československo v červenci 1957. Tato oficiální státní návštěva trvala pět dní a prezident se setkal s prezidentem ČSR Antonínem Zápotockým, prvním tajemníkem KSČ Antonínem Novotným, položil věnec na hrob neznámého vojína v Národním památníku na Vítkově, v ČKD Sokolovo ve Vysočanech se zajímal o výrobu lokomotiv, navštívil Lidice a jednotné zemědělské družstvo v Horních Salibách na Slovensku. Navštívil také pionýrský tábor v obci Nové Strašecí a vietnamské děti v Chrastavě.

## Pozadí
Československo již v roce 1950 uznalo suverenitu Vietnamské demokratické republiky a během padesátých let a vyostřování vztahů mezi komunistickým Severním a demokratickým Jižním Vietnamem přijalo Československo několik set uprchlíků. Ve stejném roce se Vietnam stal součástí Rady vzájemné hospodářské pomoci, kde zasedala i ČSR. Významný akt podpisu prvních dohod o hospodářské a technické pomoci, dodávkách zboží na úvěr a výměně zboží mezi ČSR a VDR proběhl v Hanoji dne 10. září 1955 a navázal tím na výstavu československých průmyslových výrobků instalovanou ve stejném městě o měsíc dříve. Československá strana se zavázala k bezplatnému dodání některých chybějících strojů, materiálů a spotřebního zboží. Později byla v Hanoji vybudována i československá nemocnice.
V roce 1956 poslaly vietnamské úřady více než 100 dětí do Československa na několikaletý pobyt, přičemž byly ubytovány v severočeské Chrastavě. Tento program stál na počátku prohlubujících se vztahů obou vzdálených zemí. V dalších letech následně docházelo k četným studijním pobytům vietnamských studentů na československých univerzitách či stážím vietnamských pracovníků v průmyslových podnicích (mimo jiné automobilka Škoda Mladá Boleslav).

## Návštěva

### 17. července
Dne 17. července 1957 okolo půl třetí odpoledne přistálo letadlo TU-104 s vietnamskou delegací na letiště Praha-Ruzyně. Delegaci přivítal Antonín Zápotocký se Zdeňkem Fierlingrem, Antonínem Novotným, Rudolfem Barákem a s dalšími významnými představiteli KSČ. Členy vietnamské delegace byli Pham Ngoe Thach, ministr kultury Hoang Minh Giam a člen politického byra ÚV Vietnamské strany pracujících Hoang Van Hoan.

### 18. července
Dne 18. července 1957 byl Ho Či Min přivítán na Pražském hradě prezidentem Zápotockým, náměstkem předsedy vlády Kopeckým, tajemníkem ÚV KSČ Oldřichem Černíkem, ministrem zahraničních věcí Václavem Davidem a velvyslancem ČSR ve VDR Alexejem Voltrem. Delegace poté navštívila Staroměstskou radnici, ČKD Sokolovo, kde hovořil s dělníky a následně vystoupil spolu se Zápotockým na manifestaci na náměstí Lidových milicí. Poté se přesunuli do pionýrského tábora u Bucku v okrese Nové Strašecí, kde diskutoval s Pionýry. Na zpáteční cestě navštívila delegace ještě obec Lidice.

### 19. července
Dne 19. července 1957 dopoledne se Ho Či Minova delegace přesunula vládním letounem na Slovensko. Delegace byla uvítaná Karolem Bacílkem společně s dalšími představiteli ÚV Komunistické strany Slovenska. Následovala návštěva Slovenské národní rady, uvítání jejím předsedou Františkem Kubáčem a návštěva Závodu Mieru v Bratislavě. Odpoledne se delegace přesunula do obce Horné Saliby, kde byla na programu návštěva Jednotného rolnického družstva. Večer se konal v Parku kultury a oddechu v Bratislavě slavnostní večer s vystoupením lidových kolektivů. Následoval odlet zpět do Prahy.

### 20. července
Dne 20. července 1957 po poledni navštívila celá delegace severočeské město Chrastava. V Chrastavě prezidenta uvítal vedoucí kanceláře prezidenta republiky Ladislav Novák, Oldřich Černík, Václav Kopecký, ředitel dětského domova Jan Tupý a žák Hoang Tri Dung. Po setkání s dětmi se Ho Či Min podepsal do pamětní knihy a přesunul se do Liberce. Po krátkém setkání s občany města se přesunul zpět do Prahy.

### 21. července
Dne 21. července 1957 odletělo letadlo vietnamské delegace z Prahy do Varšavy, kde Ho Či Min pokračoval ve svém evropském „turné“, přičemž se 25. července odebral ještě do Německé demokratické republiky. V obou státech se setkal s nejvyššími představiteli státu.

## Ohlasy
V roce 2015 plánovala vietnamská ambasáda instalovat v Chrastavě pamětní desku na památku návštěvy Ho Či Mina. V roce 2017 byla při příležitosti výročí 60 let od Ho Či Minovy návštěvy odhalena v Horních Salibách pamětní deska a město zřídilo i speciální razítko.